# NGC 5628
NGC 5628 ist eine 13,7 mag helle Elliptische Galaxie vom Hubble-Typ E3 im Sternbild Bärenhüter und etwa 260 Millionen Lichtjahre von der Milchstraße entfernt.
Sie wurde am 6. Mai 1883 von Édouard Stephan entdeckt.